# دیوید بروس (بازیگر)
دیوید بروس (انگلیسی: David Bruce; ۶ ژانویهٔ ۱۹۱۴ – ۳ مهٔ ۱۹۷۶) هنرپیشه اهل ایالات متحده آمریکا بود.

## فیلم‌شناسی
- گروهبان یورک
- شاهین دریا
- گرگ دریا
- مسیر سانتافه
- نوت راکنی آمریکایی
- تماس با دکتر دث
- زن سنگاپور